# Toaripi Lauti
Sir Toaripi Lauti (28 de noviembre de 1928 – 25 de mayo de 2014) fue un político tuvaluano que ocupó los cargos de Ministro en jef de la Colonia de Tuvalu (1975–78), el de Primer Ministro de la Tuvalu independiente (1978–1981) y Gobernador General de Tuvalu (1990–1993). 

## Biografía
Lauti nació en Toaripi en el Territorio de Papua. Su padre fue el Pastor Lauti Kae de Funafuti. Estudió en Vaitupu desde 1938 hasta 1944. En 1945, fue enviado a estudiar a Fiji en la Londoni Provincial School, y en 1946 a la Queen Victoria School, antes de trasldarseen 1947 a Auckland, Nueva Zelanda. 
Toaripi Lauti fue profesor en la King George V Secondary School en Tarawa desde 1954 hasta 1962. Desde 1962 hasta 1974 tuvo ocupó el cargo de relaciones industriales con la Comisión Británica del Fosfato en Nauru. En 1974, entró en la político y se convirtió en miembro del Cámnara de la Asamblea para la circunscripción de Funafuti de las Islas Gilbert y Ellice, como líder de la oposición.
Se convirtió en el primer ministro de la colonia de Tuvalu, en las Islas Ellice, desde el 2 de octubre de 1975 hasta el 1 de octubre de 1978.

## Prime Ministro de Tuvalu, postindependencia
Cuando Tuvalu se independizó en 1978, fue elegido como el primer Primer ministro de Tuvalu. También era Ministro de economía desde 1977 hasta 1981. Fue elegido miembro del Consejo Privado del Reino Unido en 1979.
Las primeras elecciones después de la independencia no se celebraron hasta el 8 de septiembre de 1981. En esas elecciones, el Dr. Tomasi Puapua, fue elegido primer ministro con una mayoría de 7: 5 sobre el grupo de miembros del parlamento encabezado por Toaripi Lauti. La administración de Toaripi Lauti se había visto envuelta en una polémica como resultado de su decisión de invertir casi todo el dinero del gobierno en un vendedor de bienes estadounidense que prometió un 15 por ciento de rendimiento de la compra de tierras en Texas. La comrpa resultó ser un fraude. Mientras que los fondos fueron recuperados por agencias estadounidenses, la polémica resultó en una pérdida de confianza en su juicio y fue un factor importante en la elección del Dr. Tomasi Puapua.
Toaripi Lauti también ejerció las funciones de presidente del Ayuntamiento de Funafuti y como miembro de la Junta de Idiomas de Tuvalu.

## Governador General de Tuvalu
Su reputación fue redimida al darle el honor de ejercer como Gobernador General de Tuvalu, representando a Isabel II, Reina de Tuvalu como jefe de Estado, desde el 1 de octubre de 1990 hasta el 1 de diciembre de 1993. En 1990, fue nombrado Caballero de la Gran Cruz de la Orden de San Miguel y San Jorge (GCMG).